# Metamicrocotyla bora
Metamicrocotyla bora är en plattmaskart. Metamicrocotyla bora ingår i släktet Metamicrocotyla och familjen Microcotylidae. Inga underarter finns listade i Catalogue of Life.